# Commerciële snelheid
Commerciële snelheid is een term die wordt gebruikt in het openbaar vervoer en verwijst naar de effectieve gemiddelde snelheid van een trein, tram, bus of metro op een bepaald traject of een bepaalde lijn. De commerciële snelheid wordt berekend door de lengte van het traject te delen door de reistijd, inclusief haltetijden. De commerciële snelheid ligt dus lager dan de gemiddelde rijsnelheid en is een belangrijke indicator voor de efficiëntie van het vervoermiddel. Ook van een samenhangend net als geheel, bijvoorbeeld een landelijk spoorwegnet of een metrosysteem in een stad, kan men door de uitkomsten van verschillende trajecten te middelen de commerciële snelheid bepalen.